# Walter Dietze (Germanist)
Walter Dietze (* 22. Mai 1926 in Leipzig; † 11. September 1987 in Weimar) war ein deutscher Germanist und Hochschullehrer an der Universität Leipzig. Er war von 1975 bis 1982 Generaldirektor der Nationalen Forschungs- und Gedenkstätten der klassischen deutschen Literatur der Deutschen Demokratischen Republik (DDR) in Weimar.

## Leben
Dietze, Sohn eines Schriftsetzers, besuchte von 1932 bis 1936 die Volksschule und dann bis 1943 die Wilhelm-Wundt-Schule, ein Oberrealgymnasium in Leipzig. 1943/44 war er als Luftwaffenhelfer zum Flak-Hilfsdienst dienstverpflichtet. 1944 wurde er in die deutsche Wehrmacht eingezogen und kämpfte im Zweiten Weltkrieg. 1945 geriet er in sowjetische Kriegsgefangenschaft, wurde in die Sowjetunion gebracht und besuchte dort mehrere Antifa-Schulen. Er kehrte nach Leipzig zurück und legte 1950 das Abitur ab. Bis 1954 studierte er Germanistik, Slawistik, Geschichte und Philosophie an der Universität Leipzig. Dort war Walter Dietze ein Schüler von Martin Greiner. 1951 trat er in die Sozialistische Einheitspartei Deutschlands (SED) ein.
Nach einer wissenschaftlichen Aspirantur und der Promotion 1954 wurde Dietze 1959 Wahrnehmungsdozent und 1961 im Forschungsbereich Deutsche Literatur- und Geistesgeschichte des 17. Jahrhunderts habilitiert. Von 1963 bis 1975 war er Professor mit Lehrauftrag für Neuere und Neueste Literaturgeschichte und Leiter der Abteilung für Geschichte der neueren deutschen Literatur des Instituts für Deutsche Literaturgeschichte und zusätzlich Fachrichtungsleiter für Germanistik an der Universität Leipzig. 1967 wurde Dietze Ordentliches Mitglied der Akademie der Wissenschaften (AdW) der DDR. Von 1971 bis 1975 war er Dekan der Fakultät für Sprach-, Kunst- und Erziehungswissenschaften der Universität Leipzig. 1975 wurde er Ordentliches Mitglied der Sächsischen Akademie der Wissenschaften.
Von 1975 bis 1982 war Dietze Generaldirektor der Nationalen Forschungs- und Gedenkstätte der klassischen deutschen Literatur in Weimar. Dietze war zeitweise Gastprofessor in der Sowjetunion und in den Vereinigten Staaten von Amerika. 1982 wurde er emeritiert.

## Werk
Dietzes Forschung widmete sich Problemen der Zeit des Barock, der deutschen Aufklärung und Klassik. Er publizierte besonders über Johann Wolfgang von Goethe sowie zur neueren deutschen Literatur und vergleichenden Literaturwissenschaft. Er war ab 1964 Mitherausgeber der Reihe „Neue Beiträge zur Literaturwissenschaft“. In den 1970er und 1980er Jahren war er auch Redakteur der russischen Ausgabe der Fachzeitschrift „Geschichte der Deutschen Literatur“ im Maxim-Gorki-Institut für Weltliteratur in Moskau.

## Ehrungen
- 1959 Ehrennadel der Karl-Marx-Universität Leipzig
- 1963 Medaille für ausgezeichnete Leistungen
- 1964 Pestalozzi-Medaille in Bronze
- 1966 Johannes-R.-Becher-Medaille in Silber
- 1969 Ehrennadel der Gesellschaft für Deutsch-Sowjetische Freundschaft (DSF) in Silber
- 1972 Kunstpreis der Stadt Leipzig
- 1973 Nationalpreis der DDR für Wissenschaft und Technik III. Klasse
- 1974 Pestalozzi-Medaille in Silber
- 1980 Kunstpreis der Stadt Weimar
- 1984 Ehrendoktor der Universität Leipzig

## Schriften (Auswahl)
- Junges Deutschland und deutsche Klassik. Berlin 1958.
- als Hrsg. (mit eigenen Beiträgen): Erbe und Gegenwart. Aufsätze zur vergleichenden Literaturwissenschaft. Aufbau, Berlin 1972.
- 333 Limericks. Ausgewählt, importiert, übersetzt, kommentiert & herausgegeben von Walter Dietze; Edition Leipzig, 1977
- Johann Gottfried Herder. Berlin, Weimar 1980.
- Kleine Welt, große Welt. Aufsätze über Goethe. Berlin 1982.
- Poesie der Humanität. Berlin 1985.
- mit A. Dietze: Ewiger Friede? Dokument einer deutschen Diskussion um 1800. Leipzig 1989.